# 德斯蒙德·斯韋恩

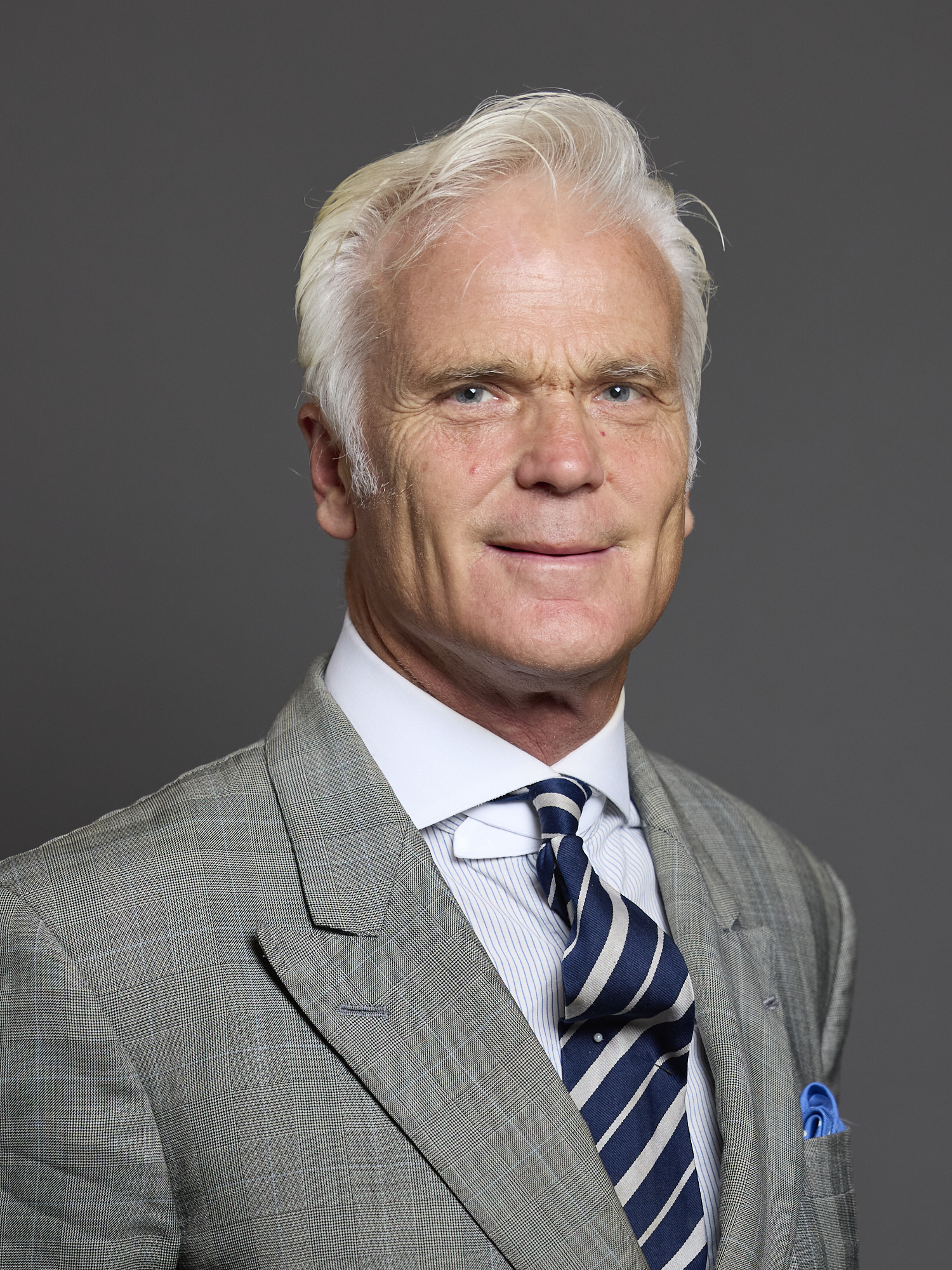

德斯蒙德·斯韋恩（英語：Desmond Swayne，1956年8月20日—）是一位英格蘭政治人物，他的黨籍是保守黨。自1997年開始，他擔任西新福里斯特選區選出的英國下議院議員。他畢業於聖安德魯斯大學。

## 谴责中国政府
2020年9月8日在工党希柏恩·麦克唐纳的协调下，与包括英国保守党外交事务委员会主席托马斯·图根达特、自由民主党领袖爱德·戴维，以及英格蘭及威爾斯綠黨、苏格兰民族党和威尔士党在内的130多名议员给中国驻英大使刘晓明写信，联名谴责中国政府针对新疆维吾尔穆斯林的行为。

## 争议言论
在2021年8月18日的下议院会议中，斯韦恩谈到塔利班攻占喀布尔一事，讥讽阿富汗人不该蜂拥到机场准备逃跑，而应该奋起抵抗。此番言论遭到对手和同党议员的抨击。